# Uranometria

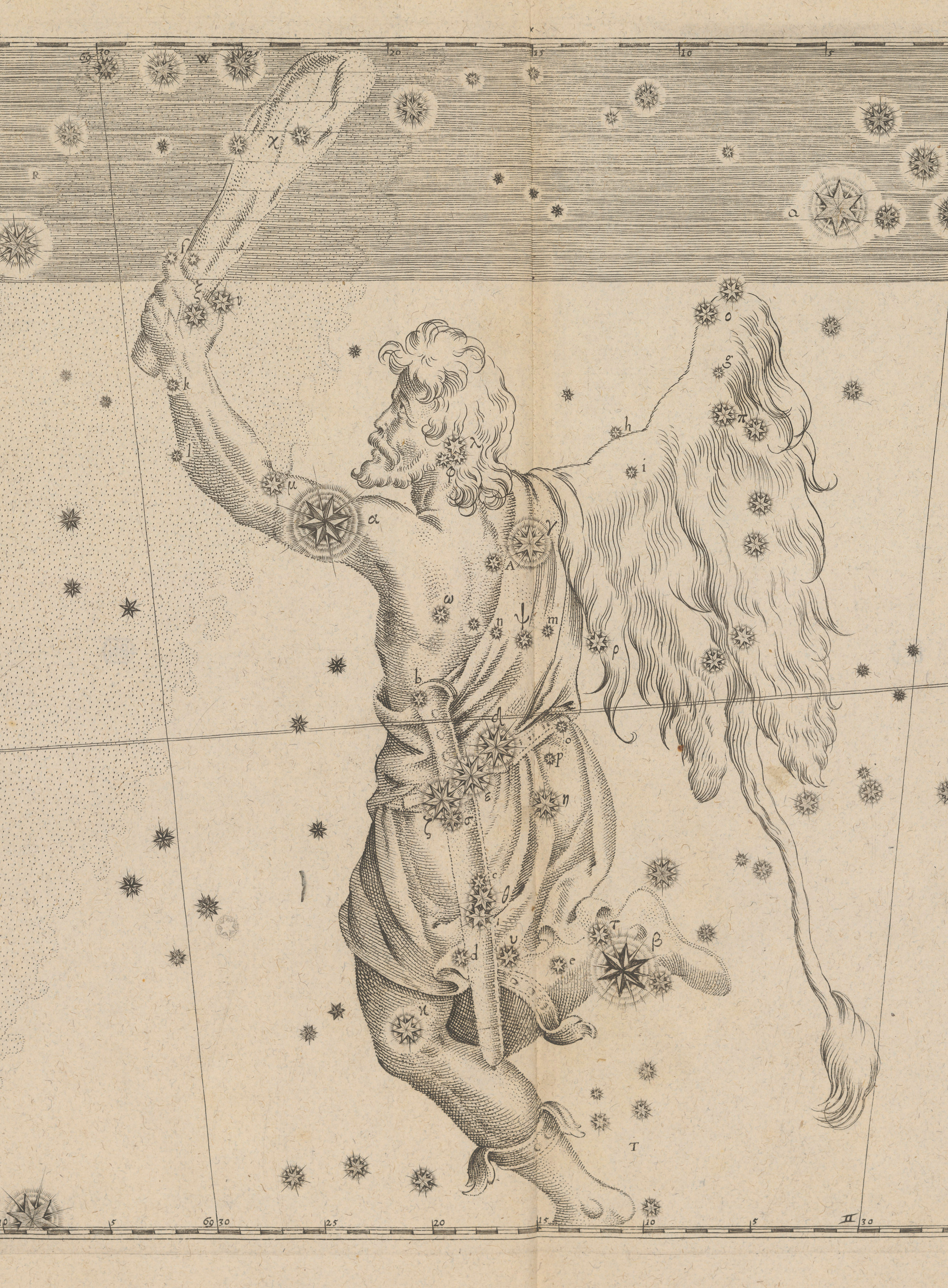
Gravat dUranometria corresponent a la constel·lació d'Orió, cortesia de la biblioteca de l'Observatori Naval dels Estats Units

Uranometria és la versió curta del títol de l'atles estel·lar produït per l'advocat i astrònom alemany Johann Bayer al començament del segle xvii. Aquest treball va ser publicat per primera vegada a Augsburg, Alemanya, el 1603, per Christophorus Mangus, sota el títol Uranometria: omnium asterismorum continens schemata, nova methodo delineata, aereis laminis expressa ('Uranometria, que conté les cartes de totes les constel·lacions, delineades usant un nou mètode i gravades en plaques de coure'). El nom Uranometria deriva del mot grec de la musa dels cels, Urània, i oυρανός (uranós), terme grec que significa 'cel'. Literalment, uranometria significa 'mesurament del cel'.
Aquest va ser el primer planisferi que cobria tota l'esfera celeste, amb un total de 51 pàgines, que van ser originàriament gravades en plaques de coure per Alexander Mair (1562 i 1617). Les primeres 48 en representaven les 48 constel·lacions de Claudi Ptolemeu (publicades en l'Almagest, obra del segle ii); la pàgina 49 introduïa 12 constel·lacions noves, delineades per a l'hemisferi sud celeste (regió a la qual Ptolemeu no va tenir accés des de la seva ubicació), i les restants en contenien dos planisferis, retolats com a Synopsis coeli superioris borea ('Vista de l'hemisferi nord') i Synopsis coeli inferioris austrina ('Vista de l'hemisferi sud').
Cada placa inclou una retícula per a determinar la posició de cada estrella amb precisió de fraccions de grau. Les posicions utilitzades per Bayer van ser extretes del catàleg ampliat de l'astrònom danès Tycho Brahe, que incloïa 1.005 estrelles. Aquest catàleg circulava en forma manuscrita des de 1598, i estava disponible de forma gràfica en els globus celestes de Petrus Plancius, Jodocus Hondius i William Blaeu. A més, va ser publicat en forma de taula per primera vegada en el treball de Johannes Kepler, Tabulae Rudolphinae ('Taules rudolfines', 1627).
L'ús del catàleg de Brahe va oferir major precisió que el de Ptolemeu, que era una miqueta més limitat. El total d'estrelles incloses en Uranometria va ascendir a 1.200, cosa que indica que el treball de Brahe no en va ser l'única font. Bayer va prendre les posicions de les estrelles de l'hemisferi sud del catàleg del navegant holandès Pieter Dirkszoon Keyser, que havia corregit les observacions anteriors d'Amerigo Vespucci i Andrea Corsali, així com els informes de Pedro de Medina. Del treball de Keyser, Bayer va adoptar dotze constel·lacions:
- Apus, l'au del paradís
- Tucana, el tucà
- Grus, la grua
- Phoenix, l'au fènix
- Dorado, el peix daurat
- Volans, el Peix volador
- Hydrus, l'hidra mascle
- Chamaeleon, el camaleó
- Musca, la mosca
- Triangulum Australe, el triangle del Sud
- Indus, l'indi americà
- Pavo, el gall dindi

Encara que Uranometria incloïa més estrelles que qualsevol altre catàleg anterior, el nombre exacte està en disputa, car no totes les estrelles de les plaques estan identificades. Les estrelles de cada constel·lació estan sobreposades a una imatge gravada del tema de la constel·lació. Per raons desconegudes, moltes d'aquestes corresponen a figures humanes dibuixades d'esquena a l'observador, com si estiguessin mirant cap a la Terra. Aquesta peculiaritat va causar una certa confusió quant al significat dels noms d'algunes estrelles. Per exemple, l'etimologia d'alguns noms es referien específicament al "muscle dret", però es veuen en posició equivocada en les il·lustracions de la Uranometria.
Uranometria va introduir la designació de Bayer, en ús encara avui dia. També va introduir diverses constel·lacions modernes.